# King & Queen & Joker
King & Queen & Joker（キング・アンド・クイーン・アンド・ジョーカー）は、Sexy Zoneの6作目のシングル曲。2014年5月14日にポニーキャニオンから発売。

## 概要
初回限定盤3種、通常盤、会場限定盤計5形態で発売。

## 収録内容
ジャニーズ事務所公式サイトの紹介ページをもとに記述。

### CD
※は通常盤、※※は通常盤・会場限定盤のみ収録。
1. King & Queen & Joker [4:24]
作詞：三浦徳子、作曲：川口進・Joakim Bjornberg・Christofer Erixon、編曲：生田真心
  - フジテレビ系『超潜入!リアルスコープハイパー』テーマソング
2. 待ったなんてなしっ! [3:39]
作詞：ケリー、作曲：馬飼野康二、編曲：鈴木Daichi秀行
  - NHK Eテレアニメ『忍たま乱太郎』のエンディング・テーマ[3]
  - アニメーションは乱太郎、きり丸、しんべヱが○×ゲームで遊んでいると空に銭形とドーナツ形の雲が現れるシーンの後、町で富松作兵衛に引っ張られる神崎左門と次屋三之助を見てため息をつく。イラスト紹介の後、うどん屋さんでうどんを食べている先生たち全員(山本シナ除く)を見つめている。最後はレギュラーキャラクター全員が集合して締めくくられる。乱太郎、きり丸、しんべヱの私服姿が登場するのはEDとしては「愛がいちばん」以来15年ぶりとなる。このEDから制作・著作のNHKのクレジットがロゴ表記ではなくなる。また、キャストクレジットにおける山田利吉の表記がフルネーム表記から再び「利吉」に、木野小次郎竹高の表記が本名表記から「ドクタケ城主」にそれぞれ変更された。
3. 2020 Come on to Tokyo [5:08]
作詞：松井五郎、作曲：馬飼野康二、編曲：石塚知生
4. Power of Run※※ [3:52]
作詞：ENA☆、作曲・編曲：原一博
5. King & Queen & Joker -Inst.-※
6. 待ったなんてなしっ! -Inst.-※
7. 2020 Come on to Tokyo -Inst.-※
8. Power of Run -Inst.-※

### DVD

#### 初回限定盤K
1. 「King & Queen & Joker」Music Clip

#### 初回限定盤S
1. Making of Jacket Shooting & Music Clip

#### 初回限定盤F
1. Spring Tourドキュメント映像（名古屋&大阪公演予定）